# Nyodes isabellae
Nyodes isabellae là một loài bướm đêm trong họ Noctuidae.